# Hossein Ala'
Hossein Alaʾ (en persan : حسین علاء), né le 13 décembre 1882 à Téhéran et mort le 13 juillet 1964 dans la même ville, est un homme politique iranien. Il étudie à Londres et commence la politique après un poste au ministère des Affaires étrangères iranien. Il est ensuite député au Majles et fait partie de ceux qui s'opposent à la chute de la dynastie des Qajar à l'époque où Reza Shah Pahlavi prend le pouvoir en 1925.
Il est ambassadeur d'Iran au Royaume-Uni de 1934 à 1936 puis aux États-Unis entre 1946 et 1950.
Il est nommé Premier ministre en 1951, et ne reste qu'un mois au pouvoir avant d'être remplacé par Mohammad Mossadegh. Il est de nouveau Premier ministre entre le 7 avril 1955 et le 3 avril 1957. Il exerce à plusieurs reprises les fonctions de ministre de la Cour jusqu'en 1963, où il devient sénateur, un poste qu'il occupe jusqu'à sa mort en 1964.

## Biographie
Hussayn (Hossein) Ala' est né en 1882. Son père Mohammad Ali Khan Ala al-Saltaneh est un notable politique sous Nasser al-Din Shah. À quatre ans, Hossein accompagne son père en Russie, qui y travaille en tant que fonctionnaire consulaire iranien. Plus tard, la famille déménage à Londres, car le père de Hossein Ala' est maintenant ambassadeur d'Iran à Londres. Hossein va à l'école en Angleterre, puis étudie le droit à l'université de Londres.

### Début de carrière politique
Après avoir passé avec succès ses examens, Hossein Ala' commence à travailler comme secrétaire à l'ambassade d'Iran à Londres sous l'égide de son père. Quand son père retourne en Iran pour devenir ministre des Affaires étrangères, il nomme son fils directeur général de son bureau. Hossein Ala' reste au département d'état jusqu'en 1915.
En janvier 1918, Hossein Ala obtient son premier poste ministériel en devenant « ministre des Travaux publics » avec la responsabilité de tous travaux publics. En 1919 Ala' est membre de la délégation iranienne, envoyée par Ahmad Chah Kadjar à la Conférence de paix de Paris en 1919 pour faire entendre les revendications iraniennes. La délégation iranienne, cependant, n'est pas approuvée comme une délégation officielle à la Conférence (à cause la pression britannique) et doit retourner en Iran sans avoir rien obtenu.
De retour en Iran, Hossein Ala' devient député au Parlement iranien. Ala' est élu en tant que représentant de Téhéran au Parlement et est l'un des quatre députés qui s'opposent à l'abolition de la dynastie Qajar et la nomination de Reza Khan comme nouvel empereur, le 31 octobre 1925. Dans un bref discours Ala' souligne que le Parlement n'a pas le droit de procéder à l'amendement constitutionnel nécessaire, et met son veto au Parlement sur la révision de la Constitution. Ala' - contrairement à Mohammad Mossadegh, qui a également voté contre l'amendement constitutionnel - travaille plus tard en étroite collaboration avec Reza Chah et après son abdication avec Mohammad Reza Shah, ce qui nous laisse imaginer que les deux empereur ne tinrent pas compte de son opposition initiale à la dynastie Pahlavi.

### Ambassadeur et ministre sous Reza Chah
En 1927 Hossein Ala' redevient Ministre des Travaux publics. Un peu plus tard, il est envoyé en tant que représentant de l'Iran à la Société des Nations pour régler un important litige avec l'Anglo-Persian Oil Company. Avant cela, le gouvernement a déposé plainte contre la compagnie pétrolière : Depuis les années 1900, seule une partie infime de la production des bénéfices pétroliers et financiers de la raffinerie d'Abadan revenaient à la Perse. Reza Chah voulant renégocier le traité signé sous Muzaffar al-Din Shah, les négociations n'avaient abouti sur rien si ce n'est le dépôt de la plainte. Après les négociations, un nouveau contrat pétrolier est signé en 1933, plus avantageux pour les perses mais bien en dessous des espérances de Reza Chah. Après que la Perse soit devenue l'Iran en 1935, la compagnie change de nom et devint l'Anglo-Iranian Oil Company.
De retour en Iran en 1931, Hossein Ala est chargé par Reza Chah de gestion de la Banque Nationale iranienne. Auparavant, les britanniques dirigeaient la Banque Impériale de Perse qui est chargé de l'émission des billets de banque et avaient de ce fait un contrôle important sur la monnaie du pays.
Hossein Ala est actif, en plus de ses fonctions politiques, dans les domaines social et culturel. Il est le président fondateur de la Croix-Rouge (Lion-et-Soleil-Rouge) iranienne, membre du Comité d'organisation pour la célébration du millénaire de Ferdowsi.
Hossein Ala' est envoyé comme ambassadeur à Londres en 1934. Initialement, le gouvernement britannique n'a pas confirmé Ala' comme ambassadeur à Londres, lui tenant rigueur de son rôle dans le litige avec l'APOC. Mais de par le refus de Reza Chah de proposer un autre ambassadeur, le Foreign Office finit par céder, et le confirme. Après deux ans passés comme ambassadeur iranien à Londres, Hossein Ala' rentre en Iran en 1936 et devient ministre de l'économie.

### Ministre de la Cour sous Mohammad Reza Chah

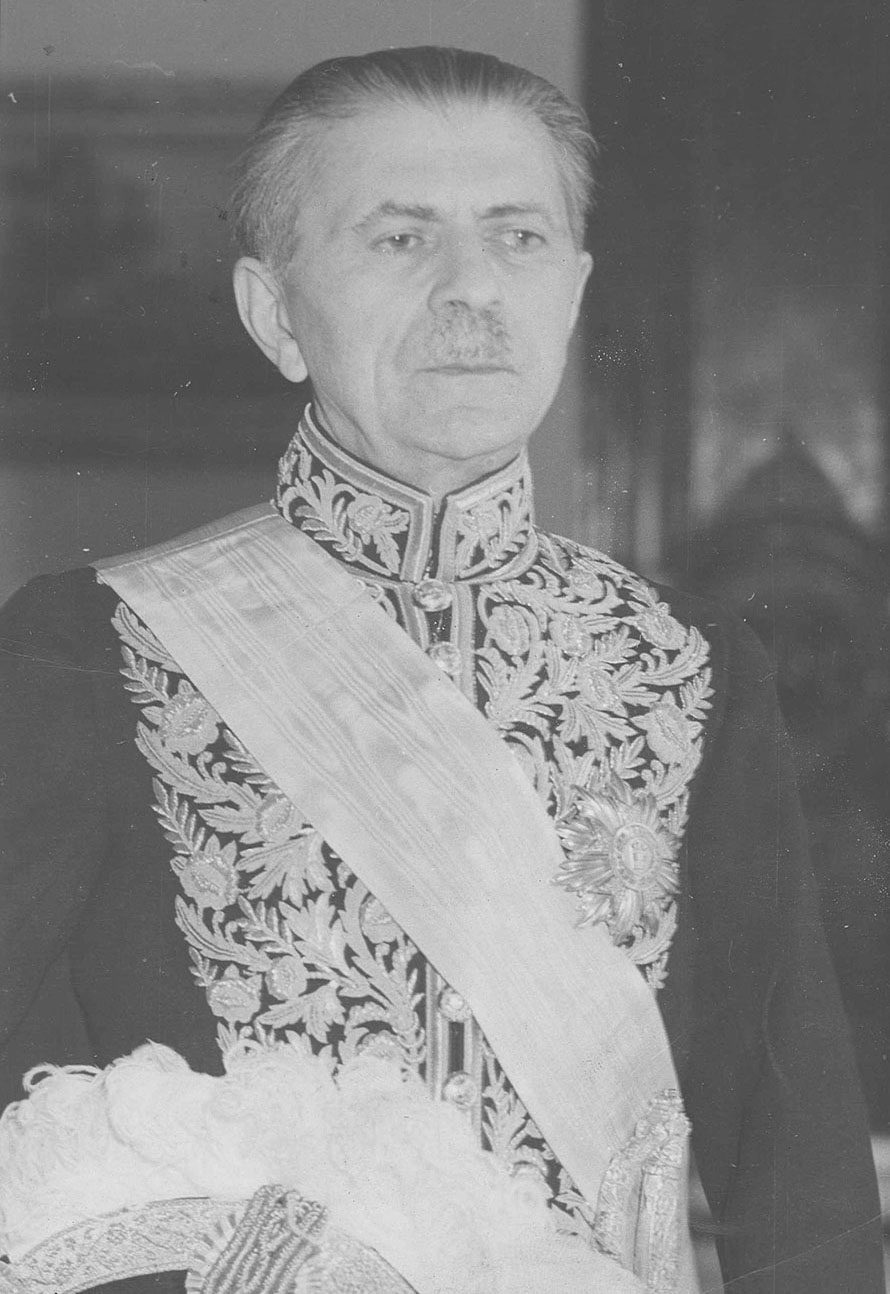
Le Premier Ministre Hossein Ala'

Après l'abdication de Reza Chah en faveur de son fils Mohammad Reza Chah en 1941, Hossein Ala' devient ministre de la Cour. Pour les vingt prochaines années Hossein Ala' devait être un proche voire l'homme de main de Mohammad Reza Chah. Après la fin de la Seconde Guerre mondiale, Ala est envoyé à la tête d'une délégation iranienne auprès des Nations unies à New York. Ala y informe le Conseil de sécurité des Nations unies que les troupes soviétiques ne s'étaient pas retirées, comme convenu, de l'Iran, mais qu'elles occupaient illégalement le nord du pays et soutenaient le mouvement séparatiste. Le Conseil de sécurité et le président Harry S. Truman font ensuite pression sur Joseph Staline pour qu'il cède et retire les troupes soviétiques de l'Iran. Ce qu'il fait en 1947, à la suite d'un arrangement avec Ghavam os-Saltaneh.

### Ambassadeur aux États-Unis
Hossein Ala' est ambassadeur iranien aux États-Unis de 1946 à 1950. À la demande de Mohammad Reza Chah, il recherche l'approbation des États-Unis à l'adhésion de l'Iran à l'OTAN, mais cela échoue parce que l'Iran n'apporte pas les moyens d'une contribution substantielle à l'Alliance de défense.

### Premier ministre (12 mars - 30 avril 1951)

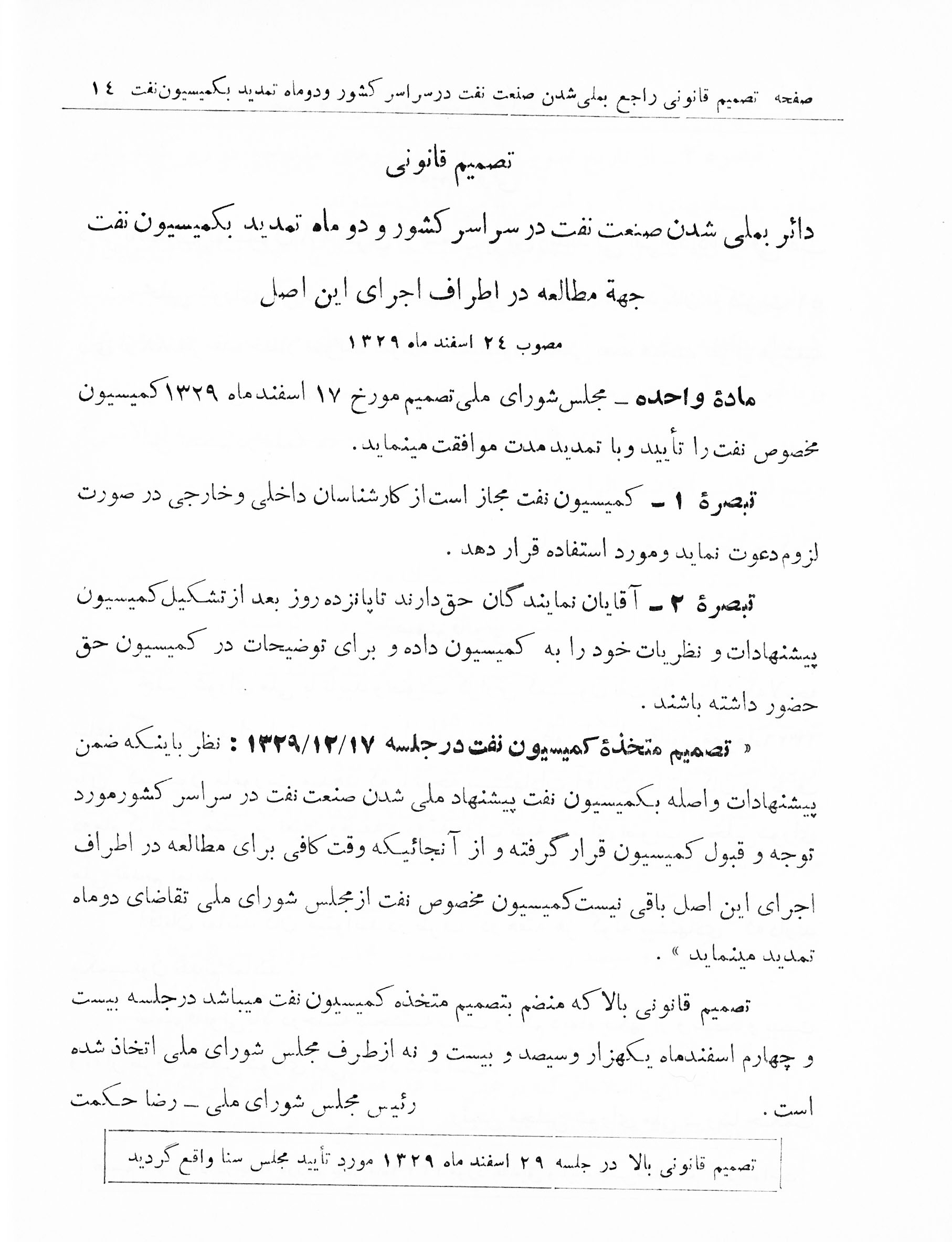
Loi sur la nationalisation de l'industrie pétrolière en Iran, 15 mars 1953

À son retour à l'Iran, Hossein Ala, après l'assassinat de Haj Ali Razmara par les membres du groupe islamiste Fedayin Islam, devient Premier ministre le 12 mars 1951. Le 15 mars, le Parlement adopte la loi sur la nationalisation de l'industrie pétrolière. Le 20 mars, le Sénat, la deuxième chambre de l'Iran, valida la loi, et elle reçoit la signature de Mohammad Reza Shah. Le 30 avril, la National Iranian Oil Company (NIOC) est mise en place et prend possession des locaux et ses raffineries de l'Anglo-Iranian Oil Company pour poursuivre les activités pétrolières, mais dans les mains de l'industrie pétrolière de l'État iranien.
Mais le gouvernement de Ala' prend fin deux mois plus tard, car ses activités gouvernementales sont attaquées par Mohammad Mossadegh, avec le soutien des députés du Front national. Le Parlement iranien ayant permis avec Hossein Ala la nationalisation de l'AIOC, de ses installations de production de pétrole et de raffinage dans Abandan, la première tâche du Premier ministre Ala est d'élaborer les dispositions d'application de la présente loi, ainsi que de négocier avec les britanniques avec un comité (créé pour l'occasion) du Parlement sur l'indemnisation des biens nationalisés.
Mossadegh conçoit un « plan en neuf points » et le soumis au Parlement sans même en avoir parlé avec Ala. Hossein Ala', en conflit avec Mossadegh sur la façon de régler le litige, doit se rendre compte qu'il ne peut pas gouverner contre les voix des députés du Front national, qui eux soutiennent Mossadegh. Après seulement quelques semaines en fonction Ala démissionne le 28 avril et est remplacé comme premier ministre par Mossadegh. Ala reprend le ministère de la Cour à nouveau jusqu'à ce que Mossadegh ne l'en évince et ne le remplace par un de ses disciples, Abol Ghasem Amini.

### Premier ministre (7 avril 1955 - 3 avril 1957)

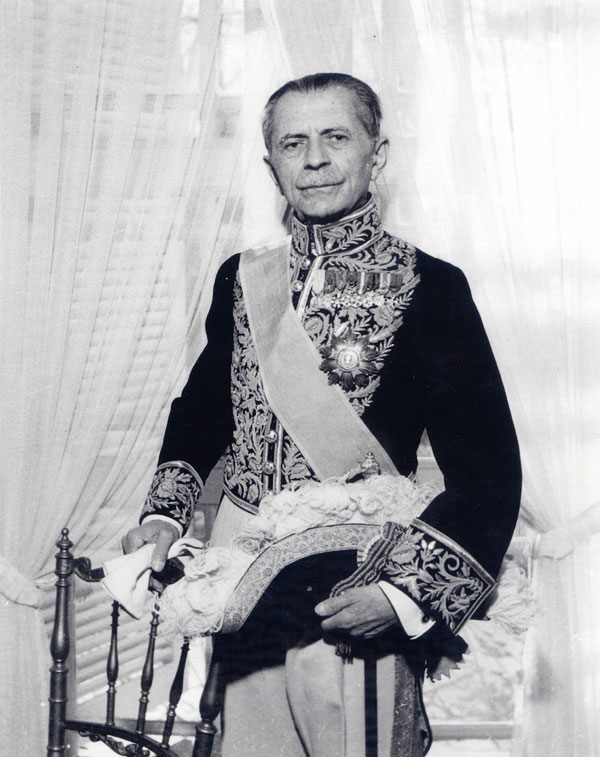
Portrait du Premier Ministre Ala', vers 1955

Après le renversement de Mossadegh par le nouveau Premier Ministre Fazlollah Zahedi, Ala' reprend en août 1953, le poste de ministre de la Cour. Après sa démission le 7 avril 1955, Hossein Ala' devient pour la deuxième fois premier ministre. Sous son mandat, la durée du mandat de député passe de deux à quatre ans. Durant cette période, il échappe à une tentative de meurtre de la part du groupe islamiste Fada'iyan-e Islam de Navvab Safavi. Ala' est légèrement blessé dans l'attaque. Le groupe islamiste radical, ensuite affaibli par l'arrestation et l'exécution de leur chef (Navvad Safavi), devient un des supports de Khomeini quelques années plus tard.
En 1952 la Turquie est acceptée dans l'OTAN, et la question de l'adhésion de l'Iran à une alliance de défense soutenu par l'Occident est remise sur la table. Le 24 février 1955 est mis en place le pacte de Bagdad (Traité d'organisation du Moyen-Orient), pendant de l'OTAN au Moyen-Orient, auquel appartient l'Iran. Il est rebaptisé plus tard CENTO, à la suite du retrait de l'Irak de l'alliance.

### Ministre de la Cour (3 avril 1957 - juin 1963)
Après deux ans en tant que Premier ministre Hossein Ala' démissionne et Manouchehr Eghbal prend ses fonctions. Ala' retourne à son ancien poste en tant que ministre de la Cour. Sa tâche principale est de négocier secrètement en 1959 un pacte de non-agression avec l'Union soviétique. Mais après que le gouvernement des États-Unis ait appris l'existence de ces négociations, le président américain Dwight D. Eisenhower écrit à Mohammad Reza Chah qu'il considère la conclusion d'un tel accord entre l'Iran et l'Union soviétique comme un acte inamical. Les négociations avortent. En retour, les États-Unis s'engagent à aider l'Iran dans la construction de forces armées modernes. 
Hossein Ala' cessa d'être ministre de la Cour le 6 juin 1963. Rouhollah Khomeini, le 3 juin 1963, dans son discours Contre le tyran de notre temps critique fortement le chah et la politique menée à travers la Révolution Blanche et fut arrêté le 5 juin. Il a en réaction des manifestations violentes et Hossein Ala' va le jour même suggérer à Mohammad Reza Chah de forcer à la démission Asadollah Alam pour faire place à un gouvernement de réconciliation nationale. Mohammad Reza Chah, visiblement très contrarié par cette demande, appelle le ministre le lendemain par téléphone pour lui signifier qu'il n'aurait plus « à venir au ministère ». Après cette disgrâce abrupte, amère de plusieurs décennies de coopération avec le Shah, Ala' est nommé en compensation par Mohammad Reza Chah membre du Sénat.
Le 13 juillet 1964, Hossein Ala' meurt à son domicile à Téhéran à l'âge de 81 ans.

## Vie privée
Ala est marié à Rodiye Garagozlou. Elle est parmi les premières femmes de sa génération qui abandonnent le tchador et portent des vêtements occidentaux. Ils ont deux enfants issus de ce mariage, un fils et une fille.

## Autres

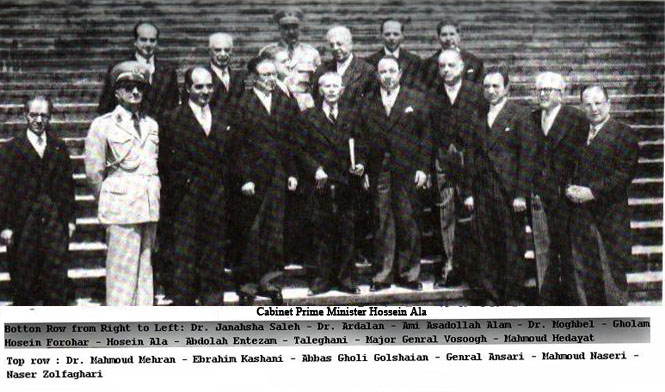
Cabinet de Hossein Ala', 1951 : Il est au centre, et on peut voir aussi, troisième en partant de la droite, Asadollah Alam.

Ses tendances politiques sont considérées comme pro-britanniques, et certains disent qu'il était membre de la franc-maçonnerie.
En 1959, lors de la création de la Grande loge d'Iran, il est un des 3 candidats à la Grande Maîtrise. Finalement, le choix se porte sur Jafar Sharif-Emami.
Hossein Ala est titulaire de l'ordre du Tadj, première classe, dont le nombre des titulaires est limité à 10.

## Décorations
- Grand-croix de l'ordre du Mérite de la République fédérale d'Allemagne (1956)
- Grand-croix de l'ordre de Pie IX (1958)
- Grand-croix d'or de l'ordre du Mérite autrichien (1958)